# كثيب: وريث كلادان
كثيب: وريث كلادان (بالإنجليزية: Dune: The Heir of Caladan)‏ هي رواية خيال علمي صدرت عام 2022 بقلم برايان هربرت وكيفن أندرسون، تدور أحداثها في عالم كثيب الذي ألَّفه فرانك هربرت. هي ثالث كتاب في ثلاثية كلادان من الروايات التمهيدية. صدرت الرواية في 22 نوفمبر 2022، بواسطة كتب تور، وسبقتها كثيب: دوق كلادان (2020)، وكثيب: ليدي كلادان (2021).